# Ernest Armand (homme politique)
Pour les articles homonymes, voir Ernest Armand et Armand.
Le comte Ernest Armand, né le 6 mars 1829 à Paris et mort le 28 novembre 1898 à Paris 16e, est un diplomate et homme politique français.

## Biographie
Fils de Jean-François Armand, il suivit des études de droit. Il fut successivement nommé attaché d'ambassade à La Haye en 1850, puis à Londres en 1854, chargé d'affaires à Hanovre, puis premier secrétaire à Rome à l'ambassade près le Saint-Siège, où il resta jusqu'en 1867. 
Il fut nommé chef de cabinet du Ministre des Affaires étrangères en 1869, puis ministre plénipotentiaire et envoyé extraordinaire et Ministre à Lisbonne de 1870 à 1878.
Conseiller général du canton d'Arcis-sur-Aube à partir de 1864, il fut élu député de la circonscription d'Arcis-sur-Aube en 1889 comme conservateur libéral.
En 1867, le pape Pie IX le récompensa d'un titre de comte, titre ratifié par un décret impérial de 1868, pour ses conseils donnés au Saint-Siège au moment de l'attaque garibaldienne qui permirent de préserver Rome.
Il est le gendre d'Élie de Gontaut-Biron.